# Ze slunce zrození
Ze slunce zrození nebo Ze Slunce zrozeni (anglicky Out of the Sun) je krátká sci-fi povídka z roku 1958 od spisovatele Arthura C. Clarka, která vyšla v Československu ve sbírce Zpráva o třetí planetě z roku 1982  a v ČR ve sbírkách Devět miliard božích jmen z roku 2002 a Odvrácená strana nebe z roku 2008.
V angličtině vyšla např. ve sbírce s názvem The Nine Billion Names of God.

## Obsah povídky
Astronomové na observatoři na Merkuru pozorují Slunce v celém spektru záření - od nejkratších rentgenových paprsků až k nejdelším rádiovým vlnám. Právě zaznamenávají 11letý vrchol sluneční aktivity, na jeho kotouči se vyskytují dvě obrovské sluneční skvrny.
Na rovníku exploze vyvrhne do kosmu velký oblak ionizovaného plynu, jenž letí přímo proti Merkuru. Vědci neváhají a zkoumají jej všemi přístroji. Magnetosféry malé planety dosáhne za dva dny. Vedoucí úseku sonduje ohnivý mrak radarem, projíždí celý rozsah frekvenčního pásma. Narazí na nezvyklou věc - blízko středu obrazovky se nachází malý nehybný oválný objekt s ostrými konturami. Taková věc dosud nebyla zaznamenaná, vymyká se všem pozorovaným efektům. Vedoucí konzultuje situaci se svým asistentem od radiového spektrografu, jenž se také podivuje neměnné struktuře objektu. Vysloví přirovnání - věc mu připomíná amébu pozorovanou pod mikroskopem. Vedoucího napadla v duchu tatáž analogie. Odteď se vědci soustředí pouze na neobvyklý objekt na radaru, ostatní přenechají automatickým kamerám.
Oblak plynu se blíží k povrchu Merkuru a na obrazovce začínají vyvstávat jeho vnitřní kontury. Útvar vypadá jako průsvitný ovál s hustou sítí čar. Tam, kde se čáry kříží, jsou patrné malé uzlíčky - patrně života. Vědci jsou ohromeni, neboť spatřili důkaz života tam, kde se domnívali, že život nikdy nemůže vyskytovat.
Ale co je to vlastně život? Přece forma organizované energie. Když existuje organický život na bázi chemické energie, proč by nemohl být i na bázi elektrické? Je pravděpodobné, že s nimi lidstvo nikdy nenaváže kontakt. Možná sami dosáhli vrcholu moudrosti, o jakém se člověku může jen snít, snad na Slunci žijí od zrození vesmíru a možná se domlouvají se svými příbuznými na jiných hvězdách.
Vedoucí úseku přemítá o té neuchopitelné inteligenci, hlavou se mu honí úvahy, zatímco tajemní sluneční tvorové vyvržení ze svého domova umírají v mrazivém prostředí.